# 25 Рака
25 Рака (лат. 25 Cancri) — звезда, которая находится в созвездии Рака. Это жёлто-белый карлик класса A главной последовательности.

## Наблюдение
25 Рака расположена в северном небесном полушарии вблизи от небесного экватора, благодаря чему звезду можно наблюдать со всей Земли, кроме Антарктиды. Звезда имеет видимую звёздную величину, равную +6,1m, это говорит о том, что она недоступна для непосредственного визуального наблюдения. Однако её можно уверенно наблюдать в бинокль, вдали от источников искусственного освещения.
Наилучший период наблюдения с северных широт — с декабря по май.

## Физические характеристики
25 Рака является желтовато-белой звездой главной последовательности, имеет абсолютную звёздную величину +2,84m. Масса звезды в 1,5 раза превышает солнечную, радиус больше солнечного в 1,8 раза. Светимость выше солнечной в 6,25 раза, температура поверхности 6750 кельвинов. Звезда удаляется от Солнечной системы с радиальной скоростью 37,5 ± 2 км/с.